# Heino Väli

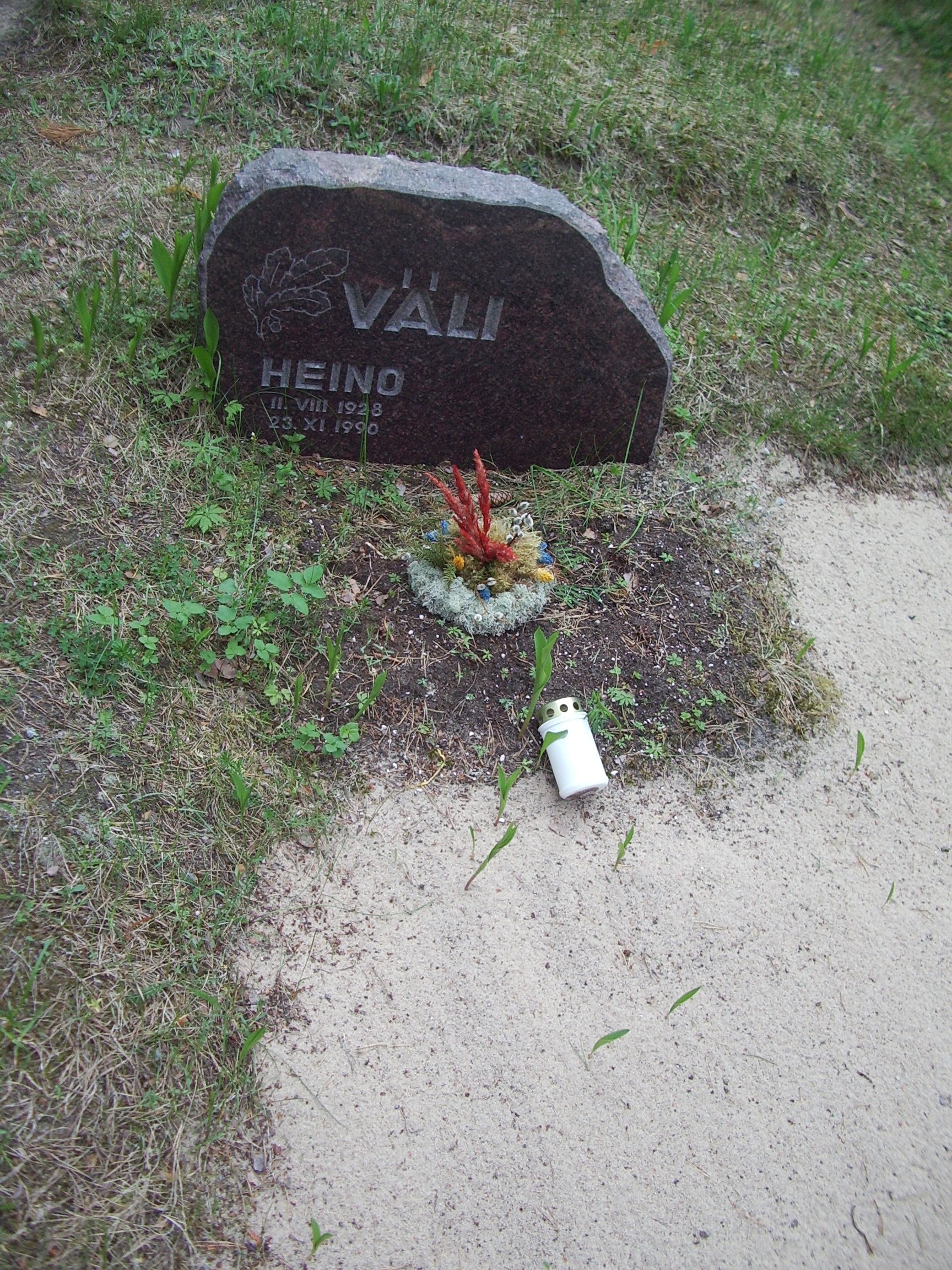
Heino Välis Grab auf dem Tallinner Waldfriedhof

Heino Väli (* 11. August 1928 in Tallinn; † 23. November 1990 ebenda) war ein estnischer Kinderbuchautor.

## Leben
Heino Väli besuchte zwischen 1937 und 1944 verschiedene Schulen und machte 1948 einen Abschluss an der filmtechnischen Schule in Nõmme. Danach bekleidete er diverse Anstellungen im filmtechnischen Bereich. Von 1954 bis 1957 arbeitete er in der Redaktion der Kinder- und Jugendzeitschrift Säde ('Funken'). Von 1957 bis 1960 war er in der Redaktion der satirischen Zeitschrift Pikker ('Donner') tätig. Für eine kurze Zeit moderierte er auch Kindersendungen des estnischen Rundfunks. Seit 1961 lebte er als freiberuflicher Schriftsteller auf der Insel Vilsandi.
Heino Väli war verheiratet mit der Übersetzerin Silvi Väli (* 1931). Die Dichterinnen Katrin Väli (* 1956) und Kirsti Oidekivi (* 1959) sind ihre Töchter.

## Literarisches Werk
Välis frühe Geschichten spielen noch ganz in der Welt der Jungen Pioniere, d. h. der kommunistischen Jugendorganisationen, aber er befreit sich relativ schnell von derartigen Stereotypen. Nach seinem Buchdebüt (1957) legte er in rascher Folge Kinderbücher vor, die schnell populär werden. Viele seiner Bücher sind für die jüngste Generation geschrieben und als Vorlesebücher gedacht. Seine besten Werke handeln von Jungen im „Abenteueralter“.
Väli hat in bescheidenem Umfang auch Prosa für Erwachsene geschrieben. Eine seiner Erzählungen wurde 1974 mit dem Friedebert-Tuglas-Novellenpreis ausgezeichnet.

## Bibliographie
- Kui vanaema tukastab ('Wenn Großmutter ein Nickerchen macht'), Tallinn: Eesti Riiklik Kirjastus 1957.
- Kit Kurnähh, kaardiväelane ('Kit Kurnähh, der Frontkämpfer'), Tallinn: Eesti Riiklik Kirjastus 1958.
- Rajad soos ('Spuren im Sumpf'), Tallinn: Eesti Riiklik Kirjastus 1962.
- Kolumbuse maa Kolumbus ('Kolumbus aus dem Kolumbus-Land'), Tallinn: Eesti Riiklik Kirjastus 1963.
- Hundikäpp ('Wolfstatze'), Tallinn: Eesti Riiklik Kirjastus 1964.
- Silver Ükssilm. Felslandi hirmus mereröövel ('Silver Einauge. Der schreckliche Seeräuber von Felsland'), Tallinn: Eesti Raamat 1971.
- Kuukaraadža lugu ('Kuukaraadschas Geschichte'), Tallinn: Eesti Raamat 1966.
- Värb-Värvupoeg Värvuke (deutsche Übersetzung s. u.), Tallinn: Eesti Raamat 1966.
- Peetrike ('Peterchen'), Tallinn: Eesti Raamat 1966.
- Vapustav Tulikametsa lugu ('Die erschütternde Geschichte von Tulikametsa'), Tallinn: Eesti Raamat 1970.
- Hea küll, aga paha ka ('Nun gut, aber auch schlecht'), Tallinn: Eesti Raamat 1975.
- Kaevulood ('Brunnengeschichten'), Tallinn: Eesti Raamat 1975.
- Väike armas Barbara ('Die kleine liebe Barbara'), Tallinn: Eesti Raamat 1977.
- Muinasjutt kuningapojast ja sinise salliga tüdrukust ('Das Märchen vom Königssohn und dem Mädchen mit dem blauen Schal'), Tallinn: Eesti Raamat 1980.
- Silver Ükssilm ja Admiraali vanne ('Silver Einauge und der Eid des Admirals'), Tallinn: Eesti Raamat 1981.
- Teda omaks pidada ('Als eigen anerkennen'), Tallinn: Eesti Raamat 1986.
- Naga ('Naga'), Tallinn: Eesti Raamat 1987.
- Mirjemilaul ('Mirjemslied'), Tallinn: Eesti Raamat 1987.
- Paberhaagike ('Das Papierhäkchen'), Tallinn: Eesti Raamat 1989.
- Kiikhobu ('Das Schaukelpferd'), Tallinn: Eesti Raamat 1989.

## Deutsche Übersetzungen
- Spatz-Spätzchen. Illustriert von Valli Hurt. Übertragen von Helga Viira. Tallinn: Eesti Raamat 1970. 36 S.; 2. Auflage 1974, 3. und 4. Auflage im Verlag Perioodika 1977. Die in Estland gedruckten Bücher wurden u. a. in die DDR und die Bundesrepublik Deutschland exportiert.[3]

## Sekundärliteratur
- Mati Ormisson: Nugavalusad lapsepõlve piinad ja säravpuhtad rõõmud, in: Kirjanduse Jaosmaa 88. Tallinn: Eesti Raamat 1992, S. 133–137.
- Jaan Rannap: Üks mees saarel, in: Keel ja Kirjandus 8/1988, S. 505–507.